# Sungai Rotan (Renah Mendaluh)
Sungai Rotan is een bestuurslaag in het regentschap Tanjung Jabung Barat van de provincie Jambi, Indonesië. Sungai Rotan telt 1075 inwoners (volkstelling 2010).